# Pavel Kaplun

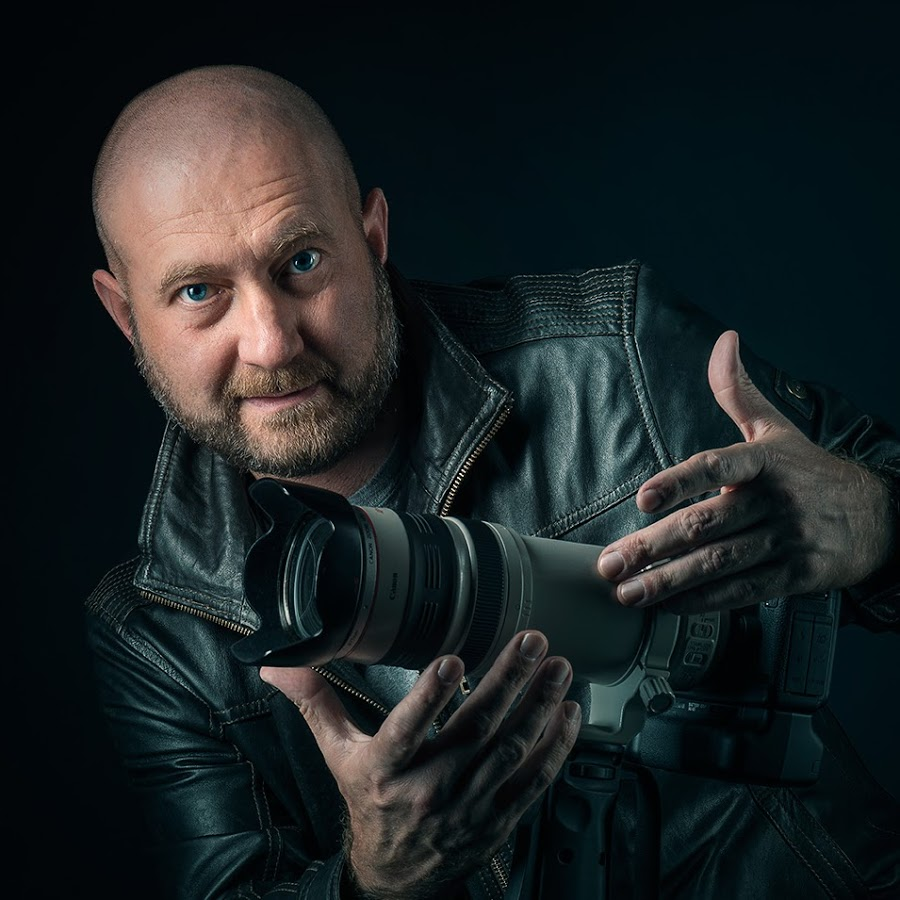
Pavel Kaplun (2013)

Pavel Kaplun (* 1965 in Kusnezk, Sowjetunion) ist ein russisch-deutscher Maler, Fotograf, Digital Artist, Trainer und Autor.

## Leben
Kaplun absolvierte ein Chemiestudium, bevor er 1991 mit seiner Frau Olga nach Deutschland auswanderte. 1992 begann der Chemieingenieur mit der Malerei. 1994 bis 1995 hatte er im Rahmen eines Kunststipendiums einen Arbeitsaufenthalt in Schwalenberg. In der Zeit von 1992 bis 2000 entstanden zahlreiche Kunstwerke (Öl, Aquarell, Radierung, Skulptur), die in verschiedenen Ausstellungen im In- und Ausland gezeigt wurden. 1995 unterschrieb Kaplun einen Vertrag mit der Porzellanfabrik Goebel, für die er mehrere Porzellan-Kunsteditionen im Rahmen des Programmes „Artis Orbis – Kunst dieser Welt“ entworfen hat.
1999 begann Kaplun als Fotokünstler zu arbeiten, nachdem er in einer Werbeagentur als Grafiker eingestellt worden war. Mit dem Programm Photoshop schuf er zahlreiche Fotomontagen, die bei internationalen Fotosalons ausgezeichnet wurden. Seit 2005 unterrichtet Pavel Kaplun Fotografie, digitale Bildbearbeitung und Bildcomposing. Zusammen mit seiner Ehefrau gründete er in Hannover ein Studio, in dem er als Fotograf, Postproducer und Trainer arbeitet. Seit 2005 betätigt sich Kaplun als Fachbuchautor. In den Verlagen Data Becker, Galileo Design und Addison-Wesley erschienen Bücher und Video-Trainings über Photoshop, Photoshop Elements, Photoshop Lightroom und digitale Bildbearbeitung.
Seit September 2015 firmiert Pavel Kaplun zusammen mit seinem Co-Geschäftsführer Miho Birimisa als Kreativstudio Pavel Kaplun GmbH.
Kaplun ist Vater zweier Kinder.

## Auszeichnungen (Auswahl)
- DOCMA Award (Deutschland)
- Trierenberger Circuit (Österreich)
- Al-Thani Award (2008, Katar)[5]
- Zahlreiche Preise der Zeitschrift ColorFoto (Deutschland)

## Veröffentlichungen
- Das große Buch Photoshop CS2. Data Becker, Düsseldorf 2005, ISBN 3-8158-2545-8.
- Das große Buch Photoshop Elements 4.0. Data Becker, Düsseldorf 2005, ISBN 3-8158-2561-X.
- Das Profi-Handbuch zur Canon EOS 30D. Data Becker, Düsseldorf 2006, ISBN 3-8158-2620-9.
- Digital ProLine – Digitalfotos professionell bearbeiten mit Photoshop. Data Becker, Düsseldorf 2006, ISBN 3-8158-2621-7.
- Das große Buch Digitalfotos bearbeiten mit Photoshop Elements 5.0. Data Becker, Düsseldorf 2007, ISBN 978-3-8158-2583-9.
- Professionelle Bildcollagen erstellen. Data Becker, Düsseldorf 2007, ISBN 978-3-8158-2634-8.
- Das große Buch Photoshop CS3 & Lightroom. Data Becker, Düsseldorf 2007, ISBN 978-3-8158-2588-4.
- Digitalfotos bearbeiten mit Photoshop Elements 6.0. Data Becker, Düsseldorf 2007, ISBN 978-3-8158-3006-2.
- Professionelle Bildentwicklung mit Photoshop Lightroom. Data Becker, Düsseldorf 2008, ISBN 978-3-8158-2639-3.
- Digitalfotos professionell bearbeiten mit Photoshop. Data Becker, Düsseldorf 2008, ISBN 978-3-8158-2645-4.
- Digital Composing. Data Becker, Düsseldorf 2008, ISBN 978-3-8158-3019-2.
- Photoshop Elements 7. Data Becker, Düsseldorf 2008, ISBN 978-3-8158-3025-3.
- Das große Buch: Photoshop CS4 im Praxiseinsatz. Data Becker, Düsseldorf 2009, ISBN 978-3-8158-3017-8.
- Das große Buch: Ebenen- und Maskierungstechniken mit Photoshop. Data Becker, Düsseldorf 2009, ISBN 978-3-8158-3032-1.
- Photoshop CS4 für Fortgeschrittene. Galileo Design, Bonn 2009, ISBN 978-3-8362-1267-0 (DVD-ROM).
- Das Photoshop-Training für digitale Fotografie: Retusche & Compositing. Galileo Design, Bonn 2009, ISBN 978-3-8362-1418-6 (DVD-ROM).
- Perfekte Portraitfotos im Studio. Galileo Design, Bonn 2010, ISBN 978-3-8362-1488-9 (DVD-ROM).
- Photoshop CS5 für Fortgeschrittene. Galileo Design, Bonn 2010, ISBN 978-3-8362-1570-1 (DVD-ROM).
- Das Photoshop-Training: Faszinierende Composings. Galileo Design, Bonn 2010, ISBN 978-3-8362-1579-4 (DVD-ROM).
- Photoshop CS5 für die tägliche Praxis. Addison-Wesley, München 2011, ISBN 978-3-8273-3018-5.
- Die Tricks der Photoshop-Profis. Galileo Design, Bonn 2011, ISBN 978-3-8362-1583-1 (DVD-ROM).